# Jan Anuszczyk
 Jan Wojciech Anuszczyk (ur. 1948 w Kraszewie) − polski naukowiec, prof. dr hab. pracujący w dziedzinie nauk technicznych w dyscyplinach elektrotechnika, elektroenergetyka i transport. Od 2007 roku jest kierownikiem Zakładu Transportu i Przetwarzania Energii w Instytucie Elektroenergetyki PŁ.

## Życiorys
Wywodzi się z Instytutu Maszyn Elektrycznych i Transformatorów PŁ (obecnie Instytut Mechatroniki i Systemów Informatycznych). Jest ekspertem w zakresie właściwości ferromagnetyków i obwodów magnetycznych, maszyn elektrycznych (w tym generatorów wiatrowych), układów napędowych środków transportu oraz modelowania i symulacji zjawisk polowych w systemach elektroenergetycznych i transportowych. Jest autorem ponad 150 publikacji naukowych oraz 20 projektów i opracowań niepublikowanych o powyższej tematyce. Wypromował 4 doktorów nauk technicznych. Jest członkiem stowarzyszonym z Sekcją Trakcji Elektrycznej przy Komitecie Elektrotechniki Polskiej Akademii Nauk.
W Politechnice Łódzkiej pracuje od 1974 roku, będąc zatrudniony na następujących stanowiskach: 1974–1982 starszy asystent, 1982–1992 adiunkt, 1992–1995 adiunkt ze stopniem dra habilitowanego, od 1995 profesor nadzwyczajny. W 2011 roku uzyskał tytuł naukowy profesora.
W swojej działalności zawodowej pełnił funkcje prodziekana Wydziału Elektrotechniki i Elektroniki PŁ (1996-2002) oraz dyrektora Zamiejscowego Ośrodka Dydaktycznego PŁ w Bełchatowie (2002-2009). Był członkiem Rady ds. Parku Technologiczno-Przemysłowego w Bełchatowie (2002-2008) oraz w latach 2002-2004 członkiem grupy ekspertów i sekretarzem zespołu oceniającego Komisji Akredytacyjnej Uczelni Technicznych (KAUT) w zakresie kierunku Elektrotechnika.
W zakresie działalności naukowo-organizacyjnej w Politechnice Łódzkiej był koordynatorem międzywydziałowym ds. Projektu Programu Wieloletniego „Koleją w XXI wiek” oraz Centrum Transportu Szynowego CTS CETRANS.
Jest członkiem Polskiego Towarzystwa Elektrotechniki Teoretycznej i Stosowanej, Polskiego Towarzystwa Zastosowań Elektromagnetyzmu oraz Łódzkiego Towarzystwa Naukowego.
Książki autorstwa Jana Anuszczyka:
- Anuszczyk J., Maszyny elektryczne w energetyce. Zagadnienia wybrane. Wydawnictwa Naukowo Techniczne, Warszawa, 2005
- Anuszczyk J., Pluta W., Ferromagnetyki miękkie w polach obrotowych. Badania i właściwości. Wydawnictwa Naukowo Techniczne, Warszawa, 2009
- Anuszczyk J., Błaszczyk P., Maszyny elektryczne. Podstawy teoretyczne. Wydawnictwo Politechniki Łódzkiej, Łódź, 2012, ISBN 83-922242-9-9